# Ганжинский, Анатолий Львович
Анатолий Львович Ганжинский (7 июня 1922, Петровское, Саратовская губерния — 1988, Новосибирск) — советский живописец, член Союза художников СССР (1954 или 1956).

## Биография
Анатолий Ганжинский родился 7 июня 1922 года в селе Петровское (Саратовская губерния). В 1929 году переехал в Новосибирск.
Первоначально будущий художник учился рисованию у своего отца. С 1938 года он работал и обучался в кооперативном товариществе «Художник».
В 1941—1943 годах Анатолий Ганжинский участвовал в Великой Отечественной войне.
Работал в таких творческих коллективах как Союз художников ДТ «Горячий ключ» (1947) и «Академическая дача» (1953).
Умер в Новосибирске в 1988 году.

## Участие в выставках
- Всесоюзный съезд молодых периферийных художников (1939, Красная Поляна)
- Пятая областная художественная выставка художников Сибири (1939)
- Республиканская выставка (1953, Москва)
- Передвижная выставка «Советский художник» (1960)
- Зональные художественные выставки «Сибирь социалистическая» (1964, 1967 и 1969)[1]

## Произведения
Работы Анатолия Ганжинского хранятся в Новосибирском государственном художественном музее.